# Sin título (escultura de Herminio Álvarez)
Sin título es una escultura urbana ubicada en el vestíbulo del Auditorio Príncipe Felipe, junto a uno de los ventanales que da a la calle Pérez de la Sala, en la ciudad de Oviedo, Principado de Asturias, España. Es una de las más de un centenar que adornan las calles de la mencionada ciudad española.
La escultura, hecha en madera de castaño, es obra de Herminio Álvarez, y está datada en 2001.
Es una obra de unos cuatro metros de altura, cincuenta centímetros de diámetro y trescientos quilos, de las que se clasifican entre las de gran tamaño que tanto caracterizan a Herminio. En ella puede verse la preocupación por el equilibrio, y el espacio, el cual queda ocupado por la obra que con sus dimensiones capta la atención de todos los espectadores.